# Яковлев, Пётр Ионович
Пётр Ионович Яковлев (22 февраля 1921 года, село Оннёс, Вилюйский округ, Якутская область — 7 ноября 1978 года, село Оннёс, Амгино-Нахаринский наслег, Амгинский район, Якутская АССР) — дояр совхоза «Амгинский» Амгинского района, Якутская АССР. Герой Социалистического Труда (1976). Заслуженный работник сельского хозяйства Якутской АССР. Почётный гражданин Амгинского улуса.

## Биография
Родился 22 февраля 1921 года в крестьянской семье в селе Оннёс Якутской области (сегодня — Амгино-Нахаринский наслег Амгинского улуса). Участвовал в Великой Отечественной войне снайпером-разведчиком в составе 801-го стрелкового полка 235-й стрелковой дивизии. После демобилизации возвратился в Якутию, где поступил на заочное отделение Якутского педагогического училища, которое окончил в 1955 году. Работал учителем.
В 1960 году по всесоюзной инициативе Валентины Гагановой, призывавшей передовиков производства перейти на работу в отстающие коллективы, чтобы поднять их производительность до передового уровня, переехал в совхоз «Амгинский», где стал работать дояром на комсомольско-молодёжной молочной ферме. Первый в Якутии получил от каждой фуражной коровы в среднем по 5,5 тысяч килограмм молока. По результатам 7-й и 8-й пятилеток награждён Орденом «Знак Почёта» и Орденом Ленина и за трудовую доблесть в зимний период 1972—1973 годов — вторым орденом Ленина.
За выдающиеся успехи, достигнутые во Всесоюзном социалистическом соревновании, проявленную трудовую доблесть в выполнении планов и социалистических обязательств по увеличению производства и продажи государству зерна и других сельскохозяйственных продуктов в 1976 году удостоен звания Героя Социалистического Труда указом Президиума Верховного Совета СССР от 23 декабря 1976 года с вручением ордена Ленина и золотой медали «Серп и Молот».
Неоднократно принимал участие во Всесоюзной выставке ВДНХ.
Избирался депутатом Верховного Совета Якутской АССР. Делегат XVI съезда профсоюзов СССР.
Скончался 7 ноября 1978 года в родном селе.
Награды
- Герой Социалистического Труда
- Орден Ленина — трижды (08.04.1971; 06.09.1973; 23.12.1976)
- Орден «Знак Почёта» (22.03.1966)
- Медаль «За отвагу» (16.12.1942)

Память
В селе Оннёс установлен бюст Героя Социалистического Труда.